# Electrowerkz
Electrowerkz egy háromszintes zenei helyszín a londoni Islingtonban. A mainstream klubesteken kívül a rendszeres gothic éjszakai klubnak, a Slimelightnak és sok más klubnak, élőzenének és rendezvényeknek ad otthont.

## Elrendezés
Electrowerkz három szintes. A földszint elrendezésének nagy részét Carsten Höller pop -up éttermének megfelelően alakították ki, amely 2008 novembere és 2009 júliusa között használta a helyszínt. A klub leromlott megjelenését dicsérték, mert növelte a klub varázsát.

## Slimelight
A Slimelight egy sötét színterű éjszakai klub, amely olyan műfajokat fed le, mint a goth, az indusztriális zene, dark techno, a elektronikus zene és a dark wave, ami 1987 óta létezik az Electrowerkznél.
A DJ-k mellett a Slimelight is rendszeresen tart élő fellépéseket a klub előtt vagy alatt. A Slimelighton fellépő művészek közé tartozik a VNV Nation, a The Crüxshadows, a Combichrist, a Clan of Xymox és a Nitzer Ebb.
A Slimelight 1980-as évekbeli kezdetekkor a törvénynek való megfelelés érdekében a klubnak olyan tagsági rendszere van, amely megköveteli, hogy a meglévő tagok jóváhagyják az új tagokat. Bár erre már nincs szükség, a tagsági rendszer továbbra is létezik, és olcsóbb belépési díjat biztosít a tagoknak. A földszint nagy része a jelenlegi állapotában létezik Carsten Höller pop up étteremének köszönhetően, amo több hónapig együtt létezett a klubbal.
Míg az Egyesült Királyság-ban a szórakozóhelyeken a COVID-19 világjárvány idején megtiltották a személyes események megtartását, a klub több élő DJ-eseménnyel lépett fel online a Twitch-en.

## Egyéb események
The Werkz néven az Electrowerkz lakodalmak, termékbemutatók helyszíneként és filmes helyszínként is elérhetővé teszi magát.
Az Electrowerkz a Fekete tükör, San Junipero epizódjának forgatási helyszíne volt.
A klubkritikusok dicsérték a helyszínt a klubestek változatosságáért.

## Mayuan Mak
Mayuan Mak az Electrowerkz társtulajdonosa volt 2020 decemberében bekövetkezett haláláig. A Slimelight társalapítója is volt 
Egy harckocsit halottaskocsiként használtak, hogy a holttestét a temetésére szállítsák.

## Fordítás
Ez a szócikk részben vagy egészben  az   Electrowerkz című angol Wikipédia-szócikk ezen változatának fordításán alapul.  Az eredeti cikk szerkesztőit annak laptörténete sorolja fel. Ez a jelzés csupán a megfogalmazás eredetét és a szerzői jogokat jelzi, nem szolgál a cikkben szereplő információk forrásmegjelöléseként.